# Michael Bohnen
Pour les articles homonymes, voir Bohnen.
Franz Michael Bohnen (né le 2 mai 1887 à Cologne et mort le 26 avril 1965  à Berlin) est un chanteur d'opéra (basse-baryton) et un acteur allemand.

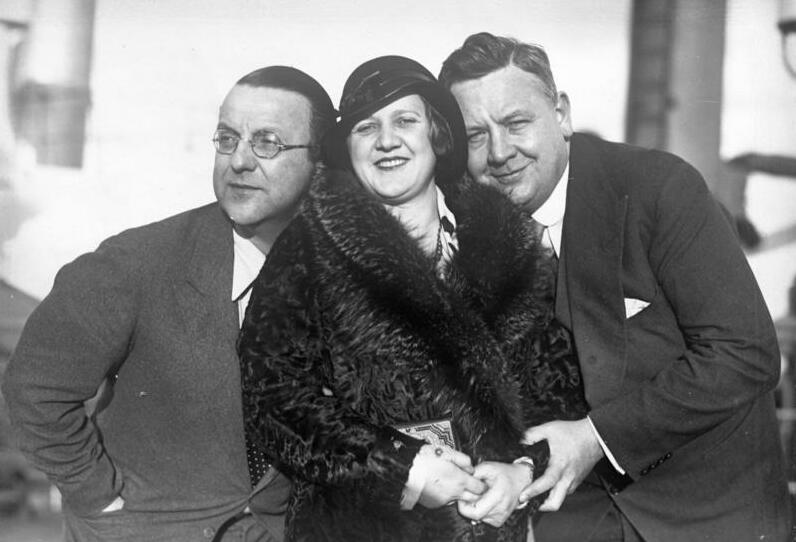
Michael Bohnen avec Elisabeth Rethberg et Lauritz Melchior à New-York, en 1932.

## Biographie
Michael Bohnen a approfondi la musique et le chant au conservatoire de Cologne (Hochschule für Musik und Tanz Köln) et dans une école privée de chanteur d'opéra. Il a fait ses débuts en 1910 au théâtre de la ville de Düsseldorf et s'est présenté en 1912 au théâtre de Wiesbaden.
Après 1912, il a fait partie de la Hofoper à Berlin et à partir de 1914 il a participé régulièrement au festival de Bayreuth.
Après la guerre, il a joué en 1925 le baron Ochs de Lerchenau dans l'adaptation de l'opéra Le Chevalier à la rose.
Bohnen s'est ensuite produit en 1922 au Metropolitan Opera à New York, et en 1933 et 1934 à Buenos Aires.
En 1935, de retour à Berlin, il a tout d'abord chanté de nouveau au Staatsoper, de 1935 à 1945 puis au Deutsche Opera de Berlin dont il a été le directeur à la fin de la Seconde Guerre mondiale et jusqu'en 1947.
En raison d'une fausse déclaration de son élève (le ténor Hans Beirer) dans le cadre de la procédure de « dénazification », il a dû abandonner son poste avant d'être tardivement réhabilité (bien que la preuve du mensonge avait rapidement été faite).
Michael Bohnen, ne vivant qu'avec une petite pension de la Ville de Berlin, est mort dans une grande pauvreté. Il est enterré dans une Ehrengrab au cimetière Heerstraße à Berlin.

## Filmographie
- 1919 : Das Buch Esther
- 1919 : Die Herrin der Welt 1. Teil - Die Freundin des gelben Mannes : Consul Madsen
- 1919 : Die Herrin der Welt 2. Teil - Die Geschichte der Maud Gregaards : Consul Madsen
- 1919 : Die Herrin der Welt 3. Teil - Der Rabbi von Kuan-Fu : Consul Madsen
- 1919 : Die Herrin der Welt 4. Teil - König Macombe : Consul Holger Madsen
- 1920 : Die Herrin der Welt 5. Teil - Ophir, die Stadt der Vergangenheit : Consul Madsen
- 1920 : Präsident Barrada
- 1921 : Arme Violetta
- 1921 : Das Geheimnis der Santa Maria
- 1922 : Der Abenteurer : Van Hamm
- 1923 : Tiefland : Sebastionos
- 1925 : Der Rosenkavalier : Baron Ochs auf Lerchenau
- 1927 : Der Zigeunerbaron : Calman Zsupan
- 1927 : Tête haute, Charly ! : John Jacob Bunjes
- 1928 : Casanova : Casanova
- 1928 : Die geheime Macht : Sajenko
- 1930 : Zwei Krawatten : Jean
- 1931 : Viktoria und ihr Husar : John Cunlight, amerikanischer Gesandter
- 1932 : Johann Strauss, k. u. k. Hofkapellmeister : Johann Strauss
- 1934 : Gold de Karl Hartl : John Wills
- 1935 : Liselotte von der Pfalz : Ludwig XIV, roi de France
- 1935 : Der Gefangene des Königs : König August
- 1936 : August der Starke de Paul Wegener : August der Starke (Auguste le Fort)
- 1937 : Mutterlied : Cesare Doret
- 1938 : Solo per te : Cesare Doret, il baritone
- 1939 : Cœur immortel (Das unsterbliche Herz) : Martin Behaim
- 1939 : L'Océan en feu (Brand im Ozean) : McGown
- 1940 : Les Rothschilds (Die Rothschilds) : le prince électeur Guillaume de Hesse
- 1940 : Achtung! Feind hört mit! (de) de Arthur Maria Rabenalt : Kettwig, Beriebsführer
- 1940 : Der liebe Augustin : Der Kaiser
- 1943 : Les Aventures fantastiques du baron Münchhausen : Herzog Karl von Braunschweig
- 1945 : Meine Herren Söhne : Großindustrieller

## Distinctions
- Commandeur de l'ordre du Mérite de la République fédérale d'Allemagne
- Prix Goethe
- Membre honoraire du Deutsche Opera de Berlin
- membre d'honneur retraité du Metropolitan Opera de New York
- Exposition permanente des armoiries de sa famille (anneau) dans le hall du Metropolitan Opera de New York
- Plaque commémorative sur sa maison natale (102, Fries Wall à Cologne)
- Plaque commémorative sur le site de l'ancien Opéra de Cologne (Art, Habsbourg Ring 13)
- Plaque commémorative sur sa maison d'habitation à Berlin (Kurfürstendamm 50)
- Une rue porte son nom à Berlin (Neukölln: "Michael-Bohnen -Ring" )